# Blanche de Navarre (morte en 1156)
Pour les articles homonymes, voir Blanche de Navarre.
Blanche de Navarre, née en 1137 à Laguardia (Alava), morte le 12 août 1156, était reine de Castille.

## Biographie
Fille du roi de Navarre García V de Navarre et de Marguerite de l'Aigle ; elle épouse Sanche III de Castille en janvier 1151, co-régent avec son père. Ils eurent au moins deux enfants, Alphonse VIII de Castille et une fille née et morte en 1156.
Elle repose au Monastère Santa María la Real de Nájera qu'elle et son époux ont fondé.